# Malaxis maianthemifolia
Malaxis maianthemifolia är en orkidéart som beskrevs av Adelbert von Chamisso och Diederich Franz Leonhard von Schlechtendal. Malaxis maianthemifolia ingår i släktet knottblomstersläktet, och familjen orkidéer. Inga underarter finns listade i Catalogue of Life.